# Moustapha Sonko
Moustapha Sonko (ur. 14 czerwca 1972 w Paryżu) – francuski koszykarz, występujący na pozycjach rozgrywającego lub rzucającego obrońcy, reprezentant kraju, wicemistrz olimpijski.

## Osiągnięcia
Na podstawie, o ile nie zaznaczono inaczej.

### Drużynowe
- Mistrz:
  - Hiszpanii (2005)
  - Francji (1998)
  - II ligi francuskiej – Nationale A2 (1993)
  - turnieju Torneo Comunidad de Madrid (2004, 2005)
- Wicemistrz:
  - Hiszpanii (2002)
  - Francji (1999, 2000)
- 3. miejsce podczas mistrzostw Hiszpanii (2003)
- 4. miejsce podczas mistrzostw Hiszpanii (2001, 2004)
- Zdobywca Pucharu Koracia (2001)
- Finalista:
  - pucharu:
    - Hiszpanii (2005)
    - Francji (1996)

  - Superpucharu Hiszpanii (2004)
- Uczestnik międzynarodowych rozgrywek:
  - Euroligi (1998–2000, 2001–2004)
  - Pucharu Koracia (1993/1994, 2000/2001)
  - EuroChallenge (2008/2009)

### Indywidualne
- Krajowy MVP francuskiej ligi LNB:
  - Pro A (2000)
  - Nationale A2 (1993 dziś Pro B)
- Uczestnik meczu gwiazd ligi francuskiej (1994–2002)

### Reprezentacja
Seniorska
- Wicemistrz olimpijski (2000)[4]
- Uczestnik:
  - mistrzostw Europy (1995 – 8. miejsce, 1999 – 4. miejsce, 2003 – 4. miejsce)
  - kwalifikacji do Eurobasketu (1997, 2003)